# Linc's
Linc's  è una serie televisiva statunitense in 35 episodi trasmessi per la prima volta nel corso di 2 stagioni dal 1998 al 2000.
È una serie del genere commedia incentrata sulle vicende che ruotano attorno al personale e ai clienti di un bar di Washington, il Linc's gestito dal sarcastico Russell "Linc" Lincoln. Tra gli avventori Eleanor Braithwaite Winthrop, interpretata da Pam Grier.

## Personaggi e interpreti
- Russell 'Linc' Lincoln (35 episodi, 1998-2000), interpretato da	Steven Williams.
- Harlan Hubbard IV (16 episodi, 1998-2000), interpretato da	Joe Inscoe.
- dl the Cook (13 episodi, 1998), interpretato da D.L. Hopkins.
- Dante Harrison (12 episodi, 1999-2000), interpretato da Randy J. Goodwin.
- Rosalee Lincoln (3 episodi, 1999-2000), interpretata da Kathryne Dora Brown.
- Eartha (2 episodi, 1999), interpretata da	Daphne Reid.
- Se stesso (2 episodi, 1999-2000), interpretato da	Tony Cox.
- Patron (2 episodi, 1999-2000), interpretato da	Seth Adam Jones.
- Tarquina (2 episodi, 1999-2000), interpretata da Tori Reid.
- Y'vetta (2 episodi, 1999-2000), interpretato da Phyllis Yvonne Stickney.
- Winston Iwelu, interpretato da	Adewale Akinnuoye-Agbaje.
- Prete, interpretato da	Tim Reid.
- Tracy, interpretata da	Rodney Choice.
- Hugh, interpretato da Jamie Mann.
- Kalil, interpretato da	Edward A. Brooks.

## Produzione
La serie, ideata da Tim Reid, fu prodotta da New Millennium Studios e girata a Petersburg, in Virginia. Le musiche furono composte da Lionel Cole.
Nel 1999 Linc's fu candidata per un GLAAD Media Award, e Pam Grier fu candidata per un NAACP Image Award come miglior attrice protagonista in una serie commedia per il suo ruolo di Eleanor Braithwaite Winthrop.

### Registi
Tra i registi della serie sono accreditati:
- Tim Reid (4 episodi, 1998-1999)
- Matthew Diamond (3 episodi, 1998-1999)
- James Hampton (3 episodi, 1998-1999)
- Debbie Allen
- Bob Delegall

## Distribuzione
La serie fu trasmessa negli Stati Uniti dal 1998 al 2000 sulla rete televisiva Showtime. In Italia è stata trasmessa dal giugno del  2003 su RaiDue con il titolo Linc's.

## Episodi
| Stagione         | Episodi | Prima TV USA |
| ---------------- | ------- | ------------ |
| Prima stagione   | 13      | 1998-1999    |
| Seconda stagione | 22      | 1999-2000    |